# O Gato de Madame
O Gato de Madame è un film del 1957 diretto da Agostinho Martins Pereira.

## Trama
Arlindo Pinto è un disoccupato che aiuta la moglie, una lavandaia, consegnando alle clienti i vestiti lavati e stirati. Mentre si reca in un ricco palazzo, trova un gatto che si mette a seguirlo e lo accompagna al mercato dove Arlindo compera una bambola per la figlia. La proprietaria della bestiola, intanto, ha offerto una grossa ricompensa per il ritrovamento del gatto. Una banda di malviventi, per mettere le mani su quel denaro, finisce per rapire Arlindo che, però, riesce a fuggire. L'uomo, con il gatto, si presenta a casa della signora, trovandosi davanti a una lunga coda di gente in attesa. Il portiere, però, riconosce il gatto e fa entrare Arlindo mentre la signora è occupata con una sfilata di moda. Le cose precipitano perché il capo della banda di malviventi è in realtà un amico della padrona di casa, ignara dei maneggi dell'uomo che, per mettere in cattiva luce Arlindo, gli mette in tasca dei gioielli rubati. Arlindo sarà aiutato da una banda di lustrascarpe, suoi amici, che faranno arrestare i delinquenti. Il marito della signora, grato, offre del denaro ad Arlindo che può tornare a casa dalla moglie e dalla figlia con il premio.

## Produzione
Il film fu prodotto dalla Cinematográfica Brasil Filmes.

## Distribuzione
Il film fu distribuito dalla Columbia Pictures do Brasil e dall'Embrafilme. Internazionalmente, è conosciuto con il titolo inglese Madam's Cat.